# 厚生年金基金
| 国民年金（第1階）                                                 |             |
| 第1号被保険者                                                     | 1,449万人   |
| 第2号被保険者                                                     | 4,513万人   |
| 第3号被保険者                                                     | 793万人     |
| 被用者年金（第2階）                                               |             |
| 厚生年金保険                                                      | 4,047万人   |
| 公務員等                                                          | （466万人） |
| その他の任意年金                                                  |             |
| 国民年金基金 / 確定拠出年金（401k） / 確定給付年金 / 厚生年金基金 |             |

厚生年金基金（こうせいねんきんききん、Welfare Pension Fund、Employees' Pension Fund）は、厚生年金保険法を根拠法とする、企業年金の一種の給付を行う基金とする組織の認可法人である。本項では、企業年金連合会についても記述する。
2023年度（令和5年度）末時点で、存続している基金数は4となっている。

## 概要
1966年（昭和41年）に経済界からの要望により創設されたが、2014年（平成26年）4月をもって原則廃止となった（後述）。日本の企業年金制度のひとつで、いわゆる「3階建て」の年金構造のうち、国民年金（1階部分）、厚生年金や共済年金（2階部分）に上乗せした給付（3階部分）である。
厚生年金保険料の一部を基金独自の掛金と合わせて運用する「代行部分（Entrusted substitutional benefits provision）」が設けられ、基金は老齢厚生年金のうち、報酬比例部分の代行給付を行う。そして基金の加入員である被保険者の厚生年金保険料率は、所定の保険料率から免除保険料率（2.4〜5.0%の範囲内で27段階）が控除される。これは、基金加入員期間については、政府は老齢厚生年金（報酬比例部分）のうちの再評価分（賃金・物価スライド分）しか支給しないため、その見返りとして基金加入員の保険料率は低く設定される。

## 構成
基金は、加入員の老齢年金について給付を行い、もって加入員の生活の安定と福祉の向上を図ることを目的とする。厚生年金保険の適用事業所の事業主と、その適用事業所に使用される被保険者で構成される（厚生年金保険法第107条）。
一般に厚生年金保険に係る厚生労働大臣の権限事務の多くは日本年金機構が行っているが、厚生年金基金については地方厚生局長が行っている。
基金はその名称中に「厚生年金基金」という文字を用いなければならず、基金でない者は、何人も、厚生年金基金という名称を用いてはならない（名称の独占使用）。
設立事業所（基金が設立された事業所）に使用される厚生年金保険の被保険者は、同時に厚生年金基金の加入員ともなる。設立事業所の厚生年金保険の被保険者になると同時に基金の加入員となり、そうでなくなると同時に加入員でなくなる。
この「被保険者」には、以下のケースは含まれない。
1. 船舶に使用される被保険者
2. 事業主の同意のない高齢任意加入被保険者（保険料の全額負担義務を負うため）
3. 第4種被保険者
4. 船舶任意継続被保険者

2ヶ所以上の基金の設立事業所に使用される被保険者は、該当者の選択する一の基金以外の加入員とはしない。この選択は10日以内にしなければならず、選択したときは直ちに年金機構に届け出なければならない。
基金は、年金・一時金の給付に関する事業に要する費用に充てるため、加入員の標準給与の額を標準とした掛金を徴収する。掛金は原則労使折半であるが、規約の定めにより事業主負担の割合を増加させることができる。また事業主は、加入員の分も含めてその負担する掛金を納付する義務を負う。この掛金は、規約に定め基金の同意を得ることで、上場株式（時価換算額）によって納付することができる。なお掛金は、全額が社会保険料控除の対象となる。
基金には、同数の選定議員（事業主が、事業主及び設立事業所に使用される者から選定した議員）と、互選議員（加入員の互選による議員）とにより構成される代議員会が置かれる。また、理事・監事は、選定議員・互選議員から同数が選挙され、理事長は選定議員たる理事の中から、全理事が選挙する。
基金が成立したときは、理事長が選任されるまでの間は、設立の認可申請をした適用事業所の事業主が理事長の職務を行う。基金と理事長との利益が相反する事項については、理事長は代表権を有しない。この場合においては、監事が基金を代表する。理事は、年金・一時金たる給付に充てるべき積立金の管理及び運用に関する基金の業務について、法令、法令に基づいて行われる処分、規約及び代議員会の議決を遵守し、基金のために忠実にその職務を遂行しなければならない。理事がその任務を怠ったときは、その理事は基金に対し連帯して損害賠償責任を負う。
厚生年金基金の役員および職員、すなわち基金に使用されその事務に従事する者は、刑法その他の罰則の適用については、法令により公務に従事する職員とみなされる。

### 設立・種別
厚生年金基金は、厚生労働大臣の認可により設立される。認可の申請に当たっては、各適用事業所ごとに、使用される被保険者の2分の1以上の同意を得て規約を作ること、そして被保険者の3分の1以上で組織する労働組合があるときは、各適用事業所ごとに当該労働組合の同意を得ることが要件となる。申請は、設立しようとする基金の主たる事務所を設置しようとする地を管轄する地方厚生局長を経由して厚生労働大臣に対して行う。
設立主体により次の3通りがある。
- 単独型：会社が単独で基金を設立して運営。常時1000人以上の被保険者を使用する事業主が対象（例：「ウィキペディア株式会社厚生年金基金」）。
- 連合型：主力企業を中心に、関連会社（グループ会社）が集まり、共同で基金を設立して運営。グループ全体で常時1000人以上の被保険者を使用する事業主が対象（例：「ウィキペディア・ホールディングス厚生年金基金」）。
- 総合型：同業種であることなど、一定のルールの下に同一業界の会社が集まり、共同で基金を設立して運営。合算して常時5000人以上の被保険者を使用する事業主が対象（例：「中小電子機器製造業協会厚生年金基金」）。

基金の合併・分割・解散（厚生労働大臣の解散命令によるものを除く）に際しては、代議員会において、代議員の定数の4分の3以上の多数により議決し、厚生労働大臣の認可を受けなければならない。なお、基金が設立事業所を減少させる場合には労働組合の同意を得る必要はないが、減少に伴い他の設立事務所に係る掛金が増加する場合は、減少する事業所の事業主から規約に定める計算額を掛金として一括徴収することができ、規約に定めれば加入員も一部負担することができる。
基金が解散した場合の残余財産を分配する場合、解散日において当該基金が年金たる給付の支給に関する義務を負っていた者に全額移転することとされ、当該残余財産を事業主に引き渡してはならない。もっとも、実際には代行部分の不足額の穴埋めにも事欠く基金が多い。なお政府は、存続厚生年金基金が解散したときは、その解散した日において、当該存続基金が年金たる給付の支給に関する義務を負っている者に係る責任準備金相当額を当該存続基金から徴収する。

### 運用
基金はその業務の一部を、信託会社（具体的には信託銀行）、信託業務を営む金融機関、生命保険会社、全国共済農業協同組合連合会（全共連／JA共済連）、企業年金連合会その他の法人に委託することが認められる
この場合、国民年金基金とは異なり、大臣の認可は不要である。また積立金の運用について金融商品取引業者との投資一任契約を締結することができるが、この場合は金融商品取引法に定める投資判断の全部を一任するものでなければならない。
金融商品取引法上、基金も特定投資家申請をすれば特定投資家になることができ、直近の貸借対照表上において純資産が100億円以上あるものとして金融庁長官に届出を行った基金は、適格機関投資家になれる。もっとも1990年代からの投資収益率は、民間や公的年金の平均を共に上回っているカルパースとは異なり、寧ろ、予定利率を上回る安定的な利率を長期間確保出来ていなく、結果、運用損失に伴って当初に被保険者に提示した年金の支給が不可能になっているケースが多い。

### 存続厚生年金基金
バブル期までは予定を上回る運用益を確保した基金は珍しくなかったが、その後は運用実績が振るわない基金が激増した。健全とされる基金は1割程度に過ぎず、特に総合型の基金で財務の悪化が目立ち、保有資産が最低責任準備金に満たないいわゆる「代行割れ」が社会問題になった。
厚生年金基金制度においては、代行部分が母体企業の決算上の負債に計上されるようになったこともあり、2002年（平成14年）4月の確定給付企業年金制度の創設時に合わせて代行部分の返上（いわゆる「代行返上」）が認められたことによって、単独型・連合型の厚生年金基金の多くが確定給付企業年金へ移行した。また、2004年（平成16年）の厚生年金法改正によって、厚生年金基金の財政運営が抜本的に改正され、代行部分に係る財政の中立化が実施された。
しかしながら特に都道府県単位の同業者が集まった総合型厚生年金の中には中小企業が多い上に業界自体が衰退するなどの事情から掛金の引き上げがままならず、少しでもリターンを得ようと未公開株やヘッジファンドなどに資金を投入する基金が相次いだ。そのような中で長野県建設業厚生年金基金の事務長（当時）による約24億円の巨額横領事件やAIJ投資顧問の年金消失事件が発覚する。事態を重く見た厚生労働省は2012年（平成24年）9月27日に特に総合型基金の財政悪化により制度廃止する方針を固め、法改正により、2014年（平成26年）4月1日以降の厚生年金基金の新規設立は認められなくなった。
本来3階部分のみの運用であれば国の年金制度とは無関係であるが、公的年金である厚生年金の一部を代行運用として基金が運用しているため、国の関与が必要とされるのである。
具体的には、2014年（平成26年）4月から「公的年金制度の健全性及び信頼性の確保のための厚生年金保険法等の一部を改正する法律（改正厚生年金法）」により5年間の特例を設け、財政状態が悪化した基金（具体的には、年金給付等積立金の額が責任準備金相当額の8割を下回る、他事業の継続が著しく困難なものとして政令で定める要件に適合するもの）を清算型基金に指定し、該当する基金の解散を促した。
清算型基金は、清算計画を作成し、厚生労働大臣の承認を受けることが出来、その承認を受けたときに解散する。清算計画の承認申請は、基金及び各事業主が自らの納付分について作成する清算型納付計画の承認申請と同時に行わなければならない。厚生労働大臣は清算型基金の指定をしようとするときは、あらかじめ社会保障審議会の意見を聴かなければならない。指定後は、基金は代行部分の額に相当する老齢年金給付の支給義務を免れる。
5年間の間に、代議員の定数の3分の2以上の多数による代議員会の解散議決あるいは事業の継続不能により自主的に解散しようとする基金（自主解散型基金）については、解散予定日において年金給付等積立金の額が責任準備金相当額を下回ると見込まれるときは、厚生労働大臣に対して責任準備金相当額の減額を可とする旨の認定を申請することができる。この申請は、基金及び各事業主が自らの納付分について作成する自主解散型納付計画の承認申請と同時に行わなければならない。この間に加入企業が倒産してもその負債を他の企業が負う必要はなく、また代行部分の不足額を分割して返済できる期間を15年から30年に延長する。
清算型、自主解散型とも、指定日・申請日の翌月以降の老齢年金給付（代行部分を除く）及び脱退一時金等の給付の全額について、支給を停止しなければならない。
さらに、5年経過後も存続する基金に対し、以下のいずれにも該当する場合は、厚生労働大臣はあらかじめ社会保障審議会の意見を聴いたうえで、当該存続基金の解散を命ずることができる。
- 基金の事業年度の末日（基準日）における年金給付等積立金の額が、当該基準日における基金の加入員及び加入員であった者に係る責任準備金相当額の1.5倍を下回るとき
- 基準日における年金給付等積立金の額が、最低積立基準額を下回るとき

### 現状
2025年1月時点で、厚生年金基金は4基金を残すのみとなっている。
厚生年金基金が解散すると、官報に解散が公告される。
厚生年金基金が代行返上を行い、企業年金基金に年金を移行した場合、厚生年金基金は消滅したものとされ、官報の「企業年金基金設立公告」の中で「消滅した厚生年金基金の名称及び所在地」が公告される

## 給付
老齢給付を原則とし、脱退一時金の支給も行う（法定給付）。規約により死亡・障害の給付を行うことができる（任意給付）。
- 老齢年金給付
  - 基金が支給する老齢年金給付（原則として終身年金）は、原則として当該基金の加入員（であった者）が老齢厚生年金の受給権を取得したときにその者に支給するものでなければならない。また、老齢厚生年金の受給権の消滅理由以外の理由によって、その受給権を消滅させるものであってはならない。また、老齢厚生年金がその全額について支給停止されている場合を除いては、老齢年金給付の支給を停止することができない（代行部分の額を超える部分を除く）。つまり、3階部分については支給することができる。
  - 額の算定に当たっては、加入員の標準給与及び加入員であった期間に基づいてその額が算定されるものでなければならない。具体的には、加入員であった全期間もしくは一定期間の平均標準給与の額、あるいは老齢年金給付を支給すべき理由が生じた月の前月の報酬標準給与の額を用いる。標準給与の基礎となる給与の範囲は、厚生労働大臣の承認を受けた場合を除き、厚生年金の報酬及び賞与の範囲に一致するものでなければならない。
  - 支給額は、代行部分の額を超えるものでなければならない。
- 脱退一時金（退職一時金）
- 死亡に対する年金・一時金の給付（遺族給付金）
  - 遺族厚生年金との相違点として、遺族給付金を受けることのできる遺族の範囲には、規約の定めにより配偶者、子、父母、孫、祖父母及び兄弟姉妹のほか、給付対象者の死亡当時その者と生計を同じくしていた親族を含めることもできる。また、遺族給付金の受給権者が死亡したときは、規約に定めるところにより次順位者に遺族給付金を支給することができる。
- 障害に対する年金・一時金の給付（障害給付金）
- 加入員（であった者）の福祉を増進するために必要な施設をすることができる。

厚生年金基金では1ヶ月以上の加入で給付の受給資格（基本年金部分）を得る事ができる。また、加入期間により次に就職する他の企業年金制度へ脱退一時金相当の金額を移管することもできる。厚生年金基金を短期で脱退した人の年金原資は企業年金連合会に移管される。
厚生年金基金の加入実績は、ねんきん定期便には記載されない。そのため、定期便に記載される老齢厚生年金の見込額には代行部分が反映されないため、実際の年金見込額よりも低い額が記載される可能性がある。

## 企業年金連合会
企業年金連合会（きぎょうねんきんれんごうかい、英: Pension Fund Association）は、厚生年金基金、確定給付企業年金、確定拠出年金等の企業年金を短期間で脱退した人（中途脱退者）の年金を通算して給付している。また、その年金給付を行うための原資となる保有資産の運用を行っている。
- 1967年（昭和42年）に厚生年金保険法に基づき、全国の厚生年金基金の連合体として「厚生年金基金連合会」が設立された。
- 2004年（平成16年）の法改正により、2005年（平成17年）10月1日から「企業年金連合会」と名称を改める。
- 2014年（平成26年）の法改正により、厚生年金保険法本則から厚生年金基金及び企業年金連合会に関する規定は削除される。改正法施行の際に現存する企業年金連合会は、確定給付企業年金法の規定による企業年金連合会の設立までは、なお改正前の規定により存続するものとされる。

連合会を設立しようとするときは、5以上の基金が共同して規約を作り、基金の3分の2以上の同意を得たうえで申請し、厚生労働大臣の認可を受けなければならない。

### 主な事業内容
事業内容は以下のとおり。通算事業が主である。
- 基金を20年未満で脱退した人 （中途脱退者、中途退職者）等に対する年金給付を一元的に行う。
  - 連合会は基金から中途脱退者に係る老齢年金給付の支給に関する義務の移転の申出を受けたときは、これを拒絶してはならない。たとえ当該基金における年金給付等積立金の額が最低積立基準額を著しく下回っている場合でも拒絶できない。なお、2014年（平成26年）改正後の基金の中途脱退者及び解散基金加入員に対する代行部分の支給に関する義務は承継しない。
- 厚生年金基金、確定給付年金、確定拠出年金などの各企業等が加入する厚生年金基金（企業年金）をまとめた一元的な年金支給。
- 解散した基金に係る老齢年金給付。
  - 基金の解散時には、解散基金加入員に係る責任準備金に相当する額を当該解散基金から徴収する。
- 基金から委託された業務の一部を行うことができる（年金数理に関する業務等）。